# Lijst van Belgische adelsverheffingen 2018
Dit is een lijst van personen die in 2018 in de adel werden opgenomen en een titel verkregen.
Ter gelegenheid van de Nationale feestdag van België op 21 juli 2018 werden acht opnamen in de adel (allen persoonlijk en niet erfelijk), met toekenningen van persoonlijke titel, bekendgemaakt. 
De lijst werd meegedeeld door vice-eerste-minister en minister van buitenlandse zaken Didier Reynders, op wiens voordracht de benoemingen bij koninklijk besluit (KB) van 10 juli 2018 zijn gebeurd.
De adelsverheffing bij KB is slechts virtueel. Om effectief te worden moeten de begunstigden een Open Brief ter ondertekening aan de koning en de minister voorleggen en de vereiste taks voldoen. De datum van deze ondertekening geldt als de datum waarop de opname in de adel en de toekenning van een titel ook werkelijk van kracht worden.
De volgende  gunsten werden verleend:

## Barones
- Opname in de adel ten persoonlijke titel en persoonlijke titel van barones aan:
  - Ingrid De Jonghe, pedagoge, criminologe, gedragstherapeute en oprichtster in 2009 van Therapeuten voor Jongeren, psychologische ondersteuning (op vrijwillige basis, gratis en anoniem) aan jongeren tussen 10 en 20 jaar.
  - Diane Hennebert, sinds 2007 directrice van de Stichting Boghossian. In 1993 kwam ze aan het hoofd van de Stichting voor Architectuur en maakte er een denktank van over de toekomst van de stad. Ze leidt sinds 2015 het pedagogisch project Out of the Box voor steun aan jongeren die voortijdig de school verlaten. Ze was directrice van het Atomium en heeft de restauratie van dit monument geleid.
  - Yvonne L'Hoest, voorzitster van Resto du Cœur in België. De vereniging heeft een logistiek centrum in Fernelmont en heeft zestien restaurants.
  - Carla Molenberghs, oprichtster in 1986 van de zorginstelling Huis Perrekes in Geel, voor ouderen met dementie. Het behoud van de waardigheid in een vertrouwde huiselijke sfeer staat hierbij centraal. In 2017 stichtte ze De Villa, waar een brug wordt gelegd tussen personen met dementie en de lokale gemeenschap.

## Baron
- Opname in de adel ten persoonlijke titel met de persoonlijke titel van baron:
  - Hugo Nys, voorzitter van de Koninklijke Schenking. Hugo Nys werd na verschillende functies op ministeriële kabinetten te hebben uitgeoefend, burgemeester van Londerzeel. Van 2009 tot 2010 was hij gouverneur van Brussel-Hoofdstad. Van 2012 tot 2015 was hij voorzitter van de Koninklijke Schenking.
  - Joannus, gezegd Jean-Pierre Schenkelaars, arts. Hij is specialist in sociale verzekering en geneeskundige deskundigheid. Sinds 2011 is hij medisch directeur van de Mutualités chrétiennes. Hij is voorzitter geweest van Caritas Catholica en van de Damiaanactie.
  - Pieter Timmermans, afgevaardigd bestuurder van het Verbond van Belgische Ondernemingen. Voordien was hij actief in de studiedienst van het ministerie van Economische zaken en was hij adviseur bij de toenmalige minister van Begroting Herman Van Rompuy.

## Ridder
- Opname in de adel ten persoonlijke titel met de persoonlijke titel van ridder:
  - Jean-Claude Vanden Eynden, pianovirtuoos. Hij was, als zestienjarige, in 1964 de jongste laureaat ooit van de Koningin Elisabethwedstrijd. Naast zijn internationale solistencarrière, was hij docent aan het Koninklijk Conservatorium in Brussel en aan de Muziekkapel Koningin Elisabeth.